# Samsung Galaxy Ace 2
Il Samsung GT-I8160 Galaxy Ace 2, chiamato più comunemente Galaxy Ace 2, è uno smartphone prodotto da Samsung, facente parte della serie Samsung Galaxy e basato sul sistema operativo Android. Annunciato ed immesso sul mercato da Samsung nel febbraio del 2012, il Galaxy Ace 2 è il successore del Galaxy Ace e del Galaxy Ace Plus. Il successore è il Samsung Galaxy Ace 3.
È disponibile in due colori, bianco e nero.

## Caratteristiche tecniche
Il Galaxy Ace 2 è uno smartphone 3.5G, offre GSM quadri-band e HSDPA (900/2100)MHz a 14.4(DL)/5.76(UL) Mbit/s. Il display di 3.8 pollici è un touchscreen capacitivo PLS TFT LCD con risoluzione WVGA (480x800). La videocamera è di 5-megapixel con autofuoco e flash LED, capace di registrare video con risoluzione QVGA (320x240 pixel), VGA (640x480) e HD (1280x720). L'Ace 2 possiede una batteria Li-Ion a 1500mAh. L'Ace 2 in origine monta Android 2.3.6 Gingerbread e l'interfaccia proprietaria di Samsung TouchWiz 4.0. L'Ace 2 ha ricevuto l'aggiornamento ufficiale ad Android 4.1 Jelly Bean il 15 maggio 2013. Non ufficialmente si può aggiornare ad Android 4.4.4 (CyanogenMod 11)
Il cellulare viene preinstallato con le applicazioni Google Trademark Mobile Apps.

## Altre varianti e versioni
In commercio è presente anche il modello GT-i8160P, dove, rispetto al modello standard, è stata aggiunta la nuova tecnologia NFC. Le altre caratteristiche rimangono invariate.
Il Galaxy Ace II x (GT-S7560M) ha un aspetto esteriore simile ma con display leggermente più grande; stessa quantità di memoria ram e memoria storage, ma contiene una CPU single-core da 1 GHz al posto di quella a 800 MHz dual-core, ha 645MB di ram accedibile dall'utente e Android 4.0.4 Ice Cream Sandwich; usa l'interfaccia utente TouchWiz Nature UX sviluppata da Samsung.